# Harmony Gold
La Harmony Gold è un'azienda statunitense, con sede a Los Angeles, attiva nel campo immobiliare, nella distribuzione e nella produzione di opere cinematografiche e televisive, nello sviluppo e nella pubblicazione di videogiochi. È stata fondata nel 1983 dall'imprenditore, egiziano di nascita, Frank Agrama, ed è diretta da sua figlia Jehan F. Agrama.
La compagnia mosse i primi passi vendendo i diritti della Paramount Pictures al gruppo Fininvest.  È nota particolarmente per la distribuzione della controversa miniserie Shaka Zulu e per diverse serie anime, in particolare Robotech, la loro localizzazione di Macross per l'Occidente.
La compagnia lavorò strettamente con l'Intersound, uno studio di registrazione con sede a Los Angeles, diretto da Ahmed Agrama, figlio di Frank, che iniziò a doppiare in inglese Dragon Ball, Il magico mondo di Gigì e Dr. Slump e Arale prima di cessare le attività nel 2006.
Oltre alle attività di distribuzione e produzione, la Harmony Gold gestisce diverse proprietà immobiliari nella California meridionale e una sala di proiezione a Los Angeles.

## Storia

### Fine anni Settanta: gli inizi
La storia della Harmony Gold è iniziata nel 1976, quando Frank Agrama iniziò a vendere i diritti della Paramount Pictures alle società del suo amico Silvio Berlusconi. alla fine degli anni Settanta, Agrama, mentre si trovava a Cannes per una fiera del commercio, incontrò gli imprenditori di Hong Kong Paddy Chan Mei-yiu e Katherine Hsu May-chun. I tre decisero di collaborare per vendere internazionalmente diritti cinematografici. Chan nel 1979 fondò a Hong Kong la Harmony Gold Limited, mentre Agrama fondò l'Agrama Film Enterprises sul Sunset Boulevard di Los Angeles.
Nel 1983, Agrama fondò la Harmony Gold. Divenne successivamente il rappresentante commerciale a Los Angeles commercial representative di un'altra delle compagnie di Chan, la Wiltshire Trading.

### Gli anni Ottanta: progetti significativi

#### Shaka Zulu(1983–1986)
Alla fine del 1983, Agrama negoziò un accordo con la South African Broadcasting Corporation (SABC) per distribuire la controversa miniserie Shaka Zulu a dispetto della sanzioni economiche in vigore in quel tempo. La progettata miniserie di dieci episodi si basava sulla storia del re degli Zulù Shaka (regnante dal 1816 al 1828) e sui resoconti dei mercanti britannici coi quali interagì.
Tra il 1984 ed il 1985, il budget iniziale di circa 1,75 milioni di dollari balzò rapidamente a 12 milioni, e la SABC giustificò l'aumento con anticipi che sarebbero stati recuperati sul mercato internazionale. Ad ogni modo, Frank Agrama dichiarò che la produzione era un "azzardo calcolato". Shaka Zulu era in effetti divenuta la più costosa miniseries mai prodotta per una syndication negli Stati Uniti senza che fosse stata commissionata da una rete televisiva. Per assicurarsi la sua commerciabilità, la Harmony Gold chiese che delle celebri star bianche comparissero nel primo episodio per accontentare gli sponsor americani, contrari al copione originario. Il coinvolgimento della SABC fu anche completamente rimosso dalla distribuzione internazionale a causa delle implicazioni legali dovute all'apartheid. I titoli di testa accreditavano la Harmony Gold, con Frank Agrama come produttore associato.
Shaka Zulu divenne un successo mondiale e una serie di culto fin dalla sua prima trasmissione nel 1986. Al 1992, era stata vista da oltre 350 milioni di spettatori. La serie scalzò il film di John Marshall I cacciatori e il successivo Ma che siamo tutti matti? nella percezione della storia "tribale" dell'Africa meridionale. Malgrado il suo successo, la SABC non riuscì a rientrare nei costi di produzione a causa delle condizioni sfavorevoli negoziate dalla Harmony Gold.

#### Robotech(1985)
A metà degli anni Ottanta, la Harmony Gold incaricò Carl Macek di adattare serie animate giapponesi per la trasmissione su reti televisive statunitensi. Macek inizialmente desiderava adattare solo Fortezza superdimensionale Macross, ma fu invece costretto ad aggiungere altre due serie (Super Dimension Cavalry Southern Cross e Genesis Climber Mospeada), formando  Robotech.
La motivazione per cui la Harmony Gold combinò queste tre serie, originariamente senza rapporti tra loro, fu la sua decisione di proporre Macross per la trasmissione quotidiana feriale sulle reti sindacate, che richiedeva all'epoca un minimo di 65 episodi (tredici settimane con cinque episodi l'una). Macross e le altre due serie avevano ognuna meno episodi di quanti ne fossero richiesti, poiché erano originariamente trasmesse in Giappone al ritmo di una puntata alla settimana. La produzione ebbe abbastanza successo da progettare un film e uno spin-off, Robotech II: The Sentinels, che però fu cancellato a causa di circostanze economiche impreviste.

### Dalla fine degli anni Ottanta al nuovo millennio
Nel 1988, dopo la cancellazione di Robotech II: The Sentinels, diversi elementi dello staff furono assunti dalla Saban Entertainment. Carl Macek, assieme al suo amico Jerry Beck, andò a fondare la Streamline Pictures. Nel frattempo, la Harmony Gold iniziò a smantellare le attività di produzione per dedicarsi maggiormente alla distribuzione dei film, imprese informatiche e mercato immobiliare.
Nel 1998, la Harmony Gold attirò l'attenzione di diversi funzionari del settore delle comunicazioni per il suo ruolo di intermediaria nel vendere i diritti distribuzione della Paramount Pictures alla Mediaset.
Dal 1999 ai primi anni Duemila, la compagnia tornò alla produzione di film. Fece un accordo di partenariato con la Netter Digital e incaricò Carl Macek di scrivere  Robotech 3000, uno spinoff della serie originale. Un trailer promozionale fu proiettato al raduno FanimeCon nel 2000 e fu molto criticato dai fan. La Tatsunoko tentò di salvare il progetto, ma senza successo.

### 2000 e oltre
La Harmony Gold ricominciò a promuovere insistentemente Robotech, prima distribuendo la serie in collaborazione con l' ADV Films negli Stati Uniti e con la Manga Entertainment nel Regno Unito. Nel 2006 si accordò con la FUNimation Entertainment per far uscire Robotech: The Shadow Chronicles in home video.
Nell'agosto 2014, la Harmony Gold distribuì il suo primo film direct-to-video dal vivo dopo oltre dieci anni, The Big Goofy Secret of Hidden Pines. Diretto da Henri Charr, il film verte sulle gag comiche di due vacanzieri che si sono imbattuti in un bigfoot.

## Procedimenti giudiziari
La Harmony Gold e il suo fondatore Frank Agrama hanno avuto una ricca storia di guai giudiziari a partire dal nuovo millennio. Gli investigatori italiani hanno scoperto e congelato dei conti bancari in Svizzera, cinque dei quali appartenenti ad Agrama. Secondo il  Corriere della Sera, questi conterrebbero 140 milioni di franchi svizzeri. Questo ha portato a due processi che hanno avuto grande risonanza.

### Condanna Mediaset
Il 29 novembre 2006, agenti federali perquisirono la casa e gli uffici di Agrama sulla scia delle indagini su frode fiscale, peculato e falsa testimonianza connection da parte dell'ex presidente del consiglio italiano Silvio Berlusconi. Documenti giudiziari rivelarono che Agrama, Berlusconi ed altri avevano fraudolentemente gonfiato i prezzi dei diritti televisivi inizialmente acquistati da Agrama in modo che milioni di dollari di tangenti potessero essere pagati dai dirigenti della Mediaset di Berlusconi.
Il 26 ottobre 2012 Agrama fu arrestato dopo un lungo processo sulla compravendita di diritti di film statunitensi alla Mediaset. Avendo più di settant'anni, non fu tradotto in carcere.

### Assoluzione per Mediatrade
Nell'ottobre 2011, Paddy Chan Mei-yiu e Katherine Hsu May-chun, assieme ad altre nove persone (tra le quali Frank Agrama e Pier Silvio Berlusconi (figlio di Silvio Berlusconi), furono incriminati dalla procura di Milano di aver acquistato i diritti per film e serie e di averli rivenduti alla Mediatrade (una società sussidiaria della Mediaset) a prezzi gonfiati riciclando il denaro secondo un complesso schema. Le quattro compagnie presumibilmente coinvolte sarebbero state Wiltshire Trading, Harmony Gold, CS Secretaries e Loong Po Management.
Gli inquirenti stimarono che i profitti illeciti goduti tra il 1988 ed il 1999 ammontassero a 170 milioni di dollari. In precedenza, nel 2005, investigatori svizzeri congelarono in una filiale dell'UBS a Lugano 150 milioni di franchi appartenenti a Harmony Gold, Wiltshire Trading e altre compagnie.
Il 24 luglio 2014, la rivista Variety riportò che alcune delle accuse erano cadute a causa della prescrizione. Un appello fu convocato per il 20 gennaio 2016. Il 18 gennaio 2016, tutte le accuse contro Frank Agrama e cinque altre persone furono ritirate. Berlusconi e il presidente della Mediaset Fedele Confalonieri furono condannati a 13 mesi di carcere .

## Azioni legali sul copyright diMacross
Negli Stati Uniti la Harmony Gold, attraverso la sua licenza di Robotech, è la comproprietaria dei diritti d'immagine delle macchine di Fortezza superdimensionale Macross, Super Dimension Cavalry Southern Cross e Genesis Climber Mospeada. Ha iniziato molteplici azioni legali contro chi usasse mecha con design anche solo vagamente simili.
Più specificamente, molti dei primi design usati nel wargame BattleTech, come Warhammer, Valkyrie e Marauder, furono concessi direttamente dai produttori giapponesi di Macross, con un'erronea sovrapposizione di diritti che non fu scoperta per circa un decennio. La Harmony Gold citò la FASA, e conseguentemente questi design furono tolti dal gioco da tavolo.
La Harmony Gold ha emesso diffide contro i siti che mostravano immagini e trailer dal videogioco MechWarrior, poiché una delle macchine visibili nel trailer era un Warhammer.  La compagnia sostiene che le immagini rappresentino "macchine di cui detiene i diritti, secondo un accordo legale del 1996".
Nel 2013, la Harmony Gold sostenne in una corte federale che il set "G.I. Joe vs Transformers The Epic Conclusion" della Hasbro, esclusivo per il Comic-Con International di San Diego, violasse la sua licenza su Macross  Il 23 settembre 2013, il procedimento della Harmony Gold contro la Hasbro fu respinto con riserva, e fu concesso alla Hasbro di continuare a vendere i set.
Vi sono dei dubbi sullo status legale della licenza della Harmony Gold per Macross, giacché questa è stata rilasciata dalla Tatsunoko, ma i tribunali giapponesi hanno stabilito che i diritti d'autore appartengono allo Studio Nue, creatore della serie. La licenza Tatsunoko fu concessa solo per la distribuzione internazionale, e non permette di controllare il diritto d'autore. Secondo il Copyright Office statunitense, la Harmony Gold è comproprietaria del copyright fino al 2021.
Nel novembre 2016, la Harmony Gold ricorse ad un arbitrato contro la Tatsunoko, che rispose con proprie controdeduzioni. Con l'eccezione delle rappresentazioni originali di 41 personaggi, che sono possedute dalla Big West Advertising, non dalla Tatsunoko, l'arbitrato ha deciso che la Harmony Gold possiede i diritti su Fortezza Superdimensionale Macroos, The Super Dimension Cavalry Southern Cross e Genesis Climber Mospeada fino alla loro scadenza, il 14 marzo 2012, secondo l'accordo di licenza. La Harmony Gold detiene anche diversi marchi legati a Macross, rinnovati il 26 dicembre 2012 per dieci anni.

## Titoli

### Film
- Abe & Bruno (2005)
- American Strays (1996)
- Ball & Chain (2003)
- The Big Goofy Secret of Hidden Pines (2014)
- Crazy Jones (2001)
- Dawn of the Mummy (1981)
- Death to the Supermodels (2004)
- Dirt (2001)
- Faster (2003)
- Going Down (2003)
- The Lost World (1992)
- Return to the Lost World (1993)
- Queen Kong (1976)
- Siblings (2004)
- Welcome to the Neighborhood (2002)

### Miniserie
- Il giro del mondo in 80 giorni (1989)
- Heidi (1993)
- King of the Olympics (1988)
- The Man Who Lived at the Ritz (1988)
- Shaka Zulu (1986)
- Sherlock Holmes and the Leading Lady (1990)
- Incident at Victoria Falls (1991)

### Serie animate principali
- Robotech (1984) (un collage di tre diverse serie anime della Tatsunoko Production)
  - Fortezza superdimensionale Macross (1982)
  - Super Dimension Cavalry Southern Cross (1984)
  - Genesis Climber Mospeada (1983)
- Codename: Robotech (1984) (un episodio pilota esteso della serie del 1985)
- Robotech: The Movie (1986)
- Robotech II: The Sentinels (1987)
- Robotech 3000 (2000)
- Robotech: Remastered (2003-2004) (versione rimasterizzata ed estesa della serie del 1985)
- Robotech: The Shadow Chronicles (2006)

### Altre serie animate distribuite negli Stati Uniti
- The Brave Frog (1985)
- Captain Future (1987)
- Captain Harlock and the Queen of a Thousand Years (1985) (un collage di due diverse serie anime della Toei Animation)
  - Capitan Harlock (1978-1982)
  - La regina dei mille anni (1981-1982)
- Casshan: Robot Hunter (1994)
- Dracula: Sovereign of the Damned (1983)
- Dragon Ball (1989)  (i primi cinque episodi, il primo ed il terzo film)
- Dr. Slump (1984?) (il primo episodio)
- Ferdy The Ant (1984-1985)
- Flower Angel (1986)
- Frankenstein (film TV, 1983)
- Gatchaman (1994)
- Goldwing (1980)
- Lensman: Power of the Lens (1987)
- Lensman: Secret of the Lens (1988)
- Little WomenLittle Women's Christmas Story (1986)
- Lococomotion (anche noto come Tangoo & Ullashong,  KBS / Seoul-Movie Co., Ltd )(2001)
- Magical Princess Gigi (1986)
- Once Upon a Time (Windaria) (1986)
- Seven Seas: The Legend of Blue (200?)
- Super Mario Bros.: The Great Mission to Rescue Princess Peach! (1990)
- Thumbelina (Sekai Meisaku Douwa: Oyayubi Hime) (film del 1978 della Toei Animation)
- The World of the Talisman (noto anche come Planetbusters o Birth) (1987)
- The Call of the Wild (produzione del 1982 della Toei Animation)
- Timefighters In the Land of Fantasy (1987)
- The Little Train/El Pequeno Tren (film italiano del 1980 doppiato dalla Harmony Gold USA per i mercati statunitense e messicano nel 1985)

### Documentari
- Animals of Africa (1987)
- Faster (2003)
- The Secret Identity of Jack the Ripper (1988)
- Tibet: Cry of the Snow Lion (2004)
- Walking After Midnight (1999)

### Serie
- Cobra (1993–1994)
- The Adventures of Rin Tin Tin (1954, rimasterizzate nel 1999)

### Videogiochi
- Toobin' (1988)
- Dizzy Down the Rapids (1993)